# Ichirō Hosotani
Ichirō Hosotani (jap. 細谷 一郎, Hosotani Ichirō; * 21. Januar 1946 in der Präfektur Hyōgo) ist ein ehemaliger japanischer Fußballspieler.

## Nationalmannschaft
1978 debütierte Hosotani für die japanische Fußballnationalmannschaft. Hosotani bestritt vier Länderspiele und erzielte dabei ein Tor.

## Errungene Titel
- Japan Soccer League: 1969, 1973, 1978
- Kaiserpokal: 1966, 1971, 1973, 1978